# Bakolc
Bakolc (szerbül Буковац / Bukovac) falu Szerbiában, a Vajdaságban, a Dél-bácskai körzetben, Újvidék községben.

## Népesség

### Demográfiai változások
| 1948 | 1953 | 1961 | 1971 | 1981 | 1991 | 2002 |
| ---- | ---- | ---- | ---- | ---- | ---- | ---- |
| 865  | 869  | 1329 | 2012 | 2641 | 3040 | 3585 |